# Brasilândia do Tocantins
Brasilândia do Tocantins este un oraș în Tocantins (TO), Brazilia.